# Růžový olej

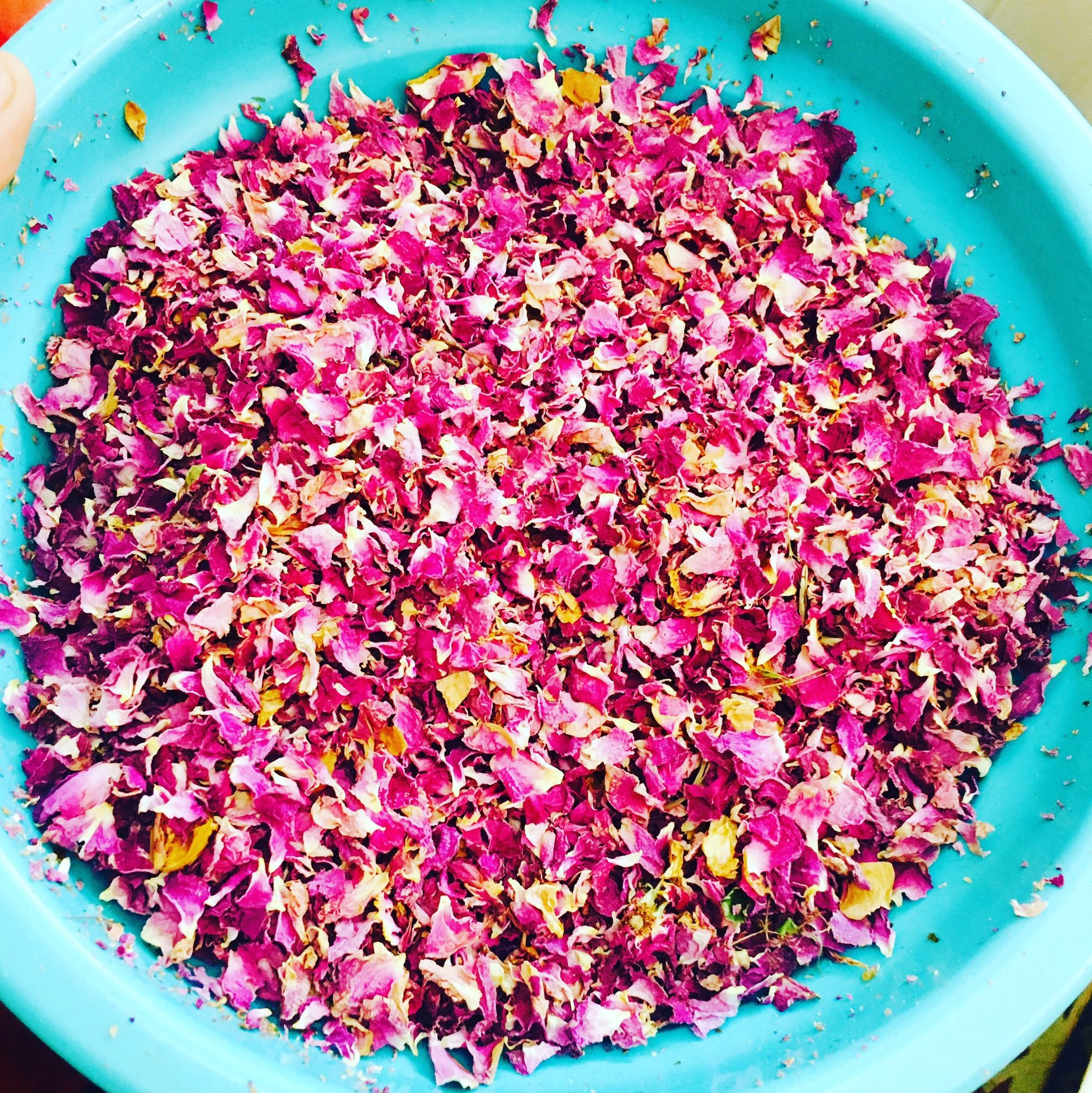
Natrhané korunní lístky růže damašské

Růžový olej je kosmetická a farmaceutická surovina, esenciální olej. Jde o přírodní biologický extrakt vyrobený z korunních plátků dvou druhů růží: růže damašské, pěstované zejména v Bulharsku, a růže stolisté, která se pěstuje zejména v jižní Francii. V růžovém oleji bylo izolováno přibližně 300 různých chemických látek. Jedná se o jeden z nejluxusnějších a nejdražších přírodních olejů používaných v kosmetice, neboť k jeho výrobě je za potřebí velké množství biomasy – ze tří tun okvětních lístků lze vyrobit přibližně jeden kilogram růžového oleje (poměr tedy činí přibližně 3 000:1).

## Výroba a použití

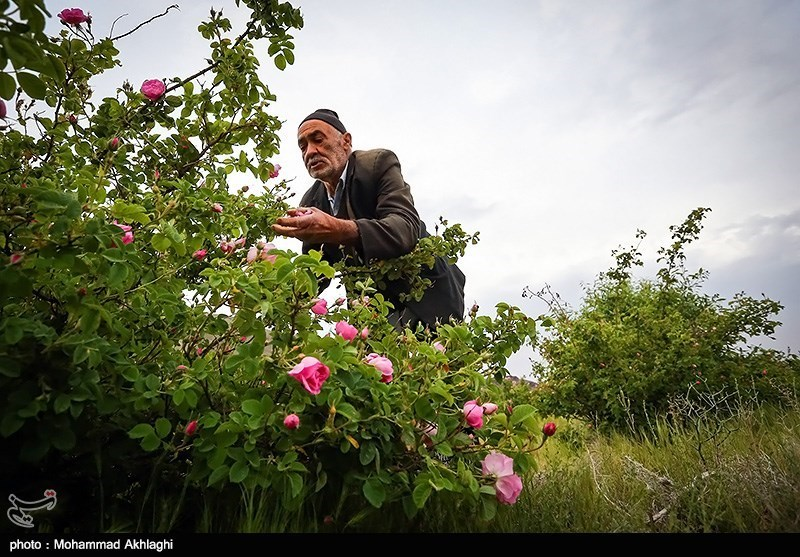
Sklizeň damašské růže

Květy růží je třeba sklízet brzy ráno, aby na slunci nezačaly vyprchávat těkavé aromatické silice; z důvodu maximální šetrnosti probíhá sklizeň výhradně ručně. Růžový olej se vyrábí pozvolnou macerací, kdy nejprve vzniká tzv. růžová voda; teprve další destilací vodní parou a oddělením tekutin je izolován růžový olej. Výroba růžové vody byla známa již od starověku v arabském světě; opakovaná destilace s výrobou růžového oleje byla objevena v 16.–17. století v Evropě.
Jedná se o velmi aromatickou látku, která se používá mimo jiné při výrobě značkových parfémů a pleťových krémů. Růžový olej lze v malém množství přímo aplikovat na lidskou pokožku při péči o pleť. Jsou mu připisovány i další léčebné účinky zejména na sexualitu, používá se v aromaterapii, jako afrodiziakum i jako antidepresivum.

## Výrobci

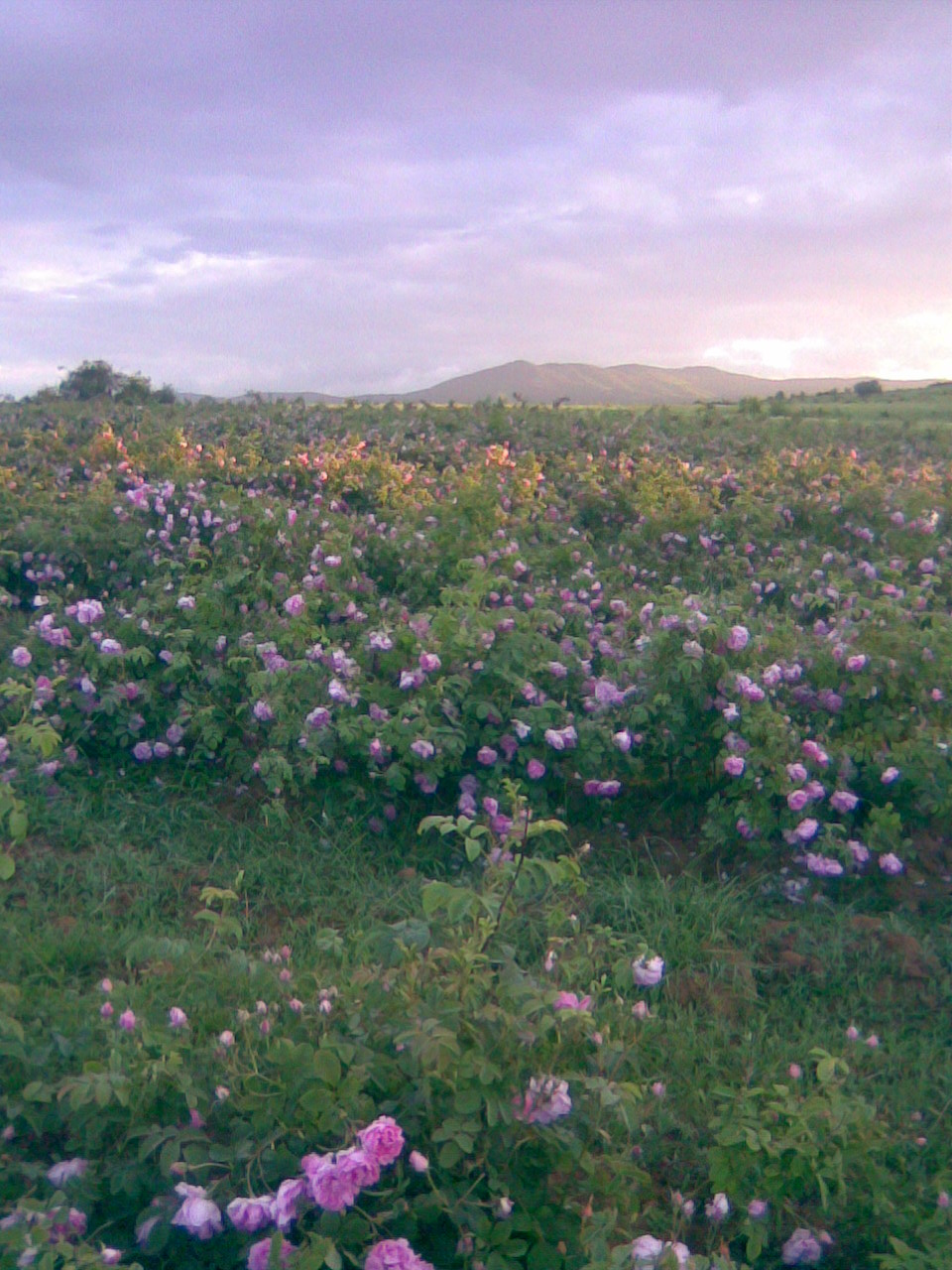
Růžová plantáž blízko Plovdivu v Bulharsku

Mezi evropskými výrobci dominuje Bulharsko a Francie, dalšími významnými světovými producenty jsou Turecko (provincie Isparta), Írán (pobřeží Kaspického moře), Maroko (Valée de Dadès); nebo Sýrie; zdejší tradiční plantáže v okolí Damašku jsou však silně ohroženy probíhajícím válečným konfliktem.

### Bulharsko
V Bulharsku se růžový olej vyrábí v proslulém Údolí růží u města Kazanlak, které se nachází mezi Sofií a Burgasem asi 200 kilometrů východně od Sofie. Zde se vyrábí tento olej ve velkém měřítku, jeho produkce zde dosahuje zhruba dvě tuny ročně. Keře odrůdy Rosa x damascena ´Trigintipetala´ (tzv. „kazanlacká růže“) zde tvoří velmi rozsáhlé plantáže.

### Francie
Ve Francii se růžový olej vyrábí ve Středozemí u jihofrancouzského města Grasse, které se nachází na Azurovém pobřeží. Oblast města Grasse je i střediskem francouzského kosmetického průmyslu.

## Poznámka
Levnější a dostupnější variantou pravého růžového oleje je olej lisovaný ze semen růže šípkové a příbuzných druhů (Rosa canina, Rosehip oil), který má podobně léčivé účinky na lidskou pokožku. Čistý růžový olej z damašské růže se pro svou vysokou cenu a omezenou možnost produkce na běžném trhu v podstatě neprodává.